# Thomas Vermaelen
Thomas Vermaelen, né le 14 novembre 1985 à Kapellen en Belgique, est un footballeur international et entraîneur belge qui occupait le poste de défenseur.  Il est actuellement sélectionneur de l'équipe nationale belge des moins de 20 ans.

## Carrière

### Formation et Ajax Amsterdam
Vermaelen commence sa carrière au Germinal Ekeren qui fusionne avec Beerschot en 1999 pour devenir K Beerschot Antwerpen Club. En 2000, il est transféré à l'Ajax Amsterdam qui a un accord de partenariat avec le club belge. Le jeune défenseur effectue toutes ses gammes au sein du centre de formation de l'Ajax et prend part à son premier match professionnel le 15 février 2004 contre le FC Volendam. Cette saison-là est marquée par la victoire de l'Ajax en championnat.
La saison suivante, il est prêté pour une saison au RKC Waalwijk. En 2005, il revient à l'Ajax Amsterdam et s'impose malgré son jeune âge comme titulaire au cœur de la défense. Après avoir participé à 143 matches toutes compétitions confondues (10 buts) et remporté deux Coupes des Pays-Bas ainsi que deux Supercoupes, Vermaelen quitte l'Ajax en 2009.

### Arsenal
Thomas Vermaelen rejoint Arsenal le 19 juin 2009 après avoir signé un contrat de quatre ans.
Il fait ses débuts en Premier League le 15 août 2009 lors de la première journée sur la pelouse d'Everton (victoire 6-1) et marque son premier but avec les Gunners par la même occasion, devenant le 84e joueur de l'histoire du club à marquer pour ses débuts officiels. Le Belge est nommé joueur du mois d'Arsenal en août puis en septembre. Grâce à ses bonnes performances lors de la saison 2009-2010, il est nommé dans l'équipe-type de Premier League, aux côtés notamment de son coéquipier Cesc Fàbregas.
Le 7 septembre 2010, Vermaelen se blesse au tendon d'Achille lors d'un match avec la sélection belge. Au départ, la durée de son indisponibilité demeure floue mais en décembre 2010, son manager Arsène Wenger annonce qu'il fera son retour sur les terrains début 2011. Il participe à seulement cinq rencontres durant la saison 2010-2011 à cause de cette blessure. Son retour se fait attendre et Thomas Vermaelen revient enfin sur les terrains le 15 mai 2011 lors de la 37e journée de Premier League face à Aston Villa (victoire 1-2).
Le 16 août 2011, Vermaelen est nommé vice-capitaine d'Arsenal par Arsène Wenger à la suite du départ de Cesc Fàbregas vers le FC Barcelone.
Le vice-capitaine de la sélection belge prolonge son contrat avec Arsenal le 18 octobre 2011. Son précédent bail prenant fin en juin 2013, les Gunners annoncent sur leur site officiel que « le joueur signe un nouveau contrat longue durée » et que « c'est un joueur spécial qui a toujours apporté une grande contribution sur le terrain ».
À la suite du départ de Robin van Persie à Manchester United, Vermaelen est promu capitaine des Gunners à l'aube de la saison 2012-2013,.
Le 11 décembre 2012, lors des quarts de finale de la Coupe de la Ligue anglaise, Vermaelen marque le but de l'égalisation face à Bradford City AFC à la 87e minute mais manque son penalty lors de la séance des tirs au but en touchant le poteau, ce qui élimine son équipe. Le Belge ne dispute que vingt-et-un matchs toutes compétitions confondues lors de la saison 2013-2014. Il quitte Arsenal après avoir inscrit 15 buts en 150 matchs en l'espace de cinq saisons.

### FC Barcelone
Le 9 août 2014, il s'engage pour cinq saisons avec le FC Barcelone. Il devient le second belge de l'histoire à porter le maillot de Barcelone après Fernand Goyvaerts dans les années soixante. Blessé, Vermaelen est écarté des terrains pendant de nombreux mois avant de figurer pour la première fois dans le groupe du Barça pour affronter le Bayern Munich en demi-finale de la Ligue des champions le 6 mai 2015.
Le 23 mai 2015, il joue son premier match sous les couleurs barcelonaises face au Deportivo La Corogne lors de la dernière journée de Liga. Cette rencontre lui permet de remporter le titre de champion d'Espagne. Il n'est cependant pas considéré comme vainqueur de la Ligue des champions puisqu'il n'a joué aucune minute pendant cette compétition.
La saison suivante, Thomas Vermaelen dispute son premier match de la saison en Supercoupe d'Espagne face à l'Athletic Bilbao. Le FC Barcelone s'incline 4-0. Le Belge inscrit son premier but avec le Barça lors de la deuxième journée de Liga face à Málaga CF (victoire 1-0). Il prend part à une vingtaine de rencontres toutes compétitions confondues au cours de cette saison 2015-2016.

### Prêt à l'AS Rome
Le 8 août 2016, Thomas Vermaelen est prêté pour une saison avec option d'achat à l'AS Rome. Dix jours plus tard, il joue son premier match officiel avec le club italien en barrages de la Ligue des champions contre le FC Porto. Il est expulsé après avoir reçu deux cartons jaunes en l'espace de 41 minutes de jeu.
Plusieurs fois blessé au cours de la saison, Vermaelen ne dispute que douze matchs avec la Roma, qui décide de ne pas lever l'option d'achat du défenseur belge.

### Retour au Barça
De retour à Barcelone, Vermaelen est titularisé pour la première fois de la saison 2017-2018 à l'occasion d'un match de championnat à Valence. Il enchaîne alors les matchs, notamment la victoire 0-3 à Santiago-Bernabéu contre le Real Madrid. Il profite donc des blessures de ses coéquipiers pour aligner dix matchs consécutifs toutes compétitions confondues, dont huit titularisations. À cause de ses blessures à répétition, il n'avait plus enchainé autant de matchs depuis sa saison 2012-2013 avec Arsenal.
Le 1er juillet 2019, Vermaelen est libéré par le FC Barcelone à l'issue de son contrat.

### Vissel Kobe
Le 27 juillet 2019, il rejoint le Vissel Kobe, où jouent déjà ses anciens coéquipiers du Barça Andrés Iniesta, David Villa et Sergi Samper.

### Fin de carrière
Le 21 janvier 2022, il annonce la fin de sa carrière professionnelle, n'ayant pas trouvé de dernier défi à la hauteur de ses ambitions, et décide d'enfiler le costume de T2 de la Fédération Belge de Football.
En août 2023, la fédération annonce que Vermaelen devient entraîneur des moins de 20 ans nationaux. Il est également nommé assistant de Sébastien Pocognoli, le sélectionneur des moins de 18 ans.

### En sélection
Après avoir été sélectionné en équipe de Belgique des moins de 19 ans avec laquelle il prend part à l'Euro 2004, il honore sa première sélection en A le 1er mars 2006 lors du match amical opposant les Belges au Luxembourg. La Belgique mène 2-0 quand le match est arrêté peu après l'heure de jeu à cause des chutes de neige abondantes. En 2007, il est sélectionné en équipe de Belgique espoirs pour participer à l'Euro 2007.
En octobre 2009, Thomas Vermaelen est nommé capitaine de la sélection belge. Le 14 novembre de la même année, il inscrit son premier but en sélection face à la Hongrie (3-0). En novembre 2011, il perd le brassard de capitaine au profit de Vincent Kompany.
En mai 2014, Marc Wilmots annonce que Thomas Vermaelen fait partie des vingt-trois joueurs appelés pour disputer la Coupe du monde au Brésil. Il ne joue qu'une demi-heure contre la Russie mais doit céder sa place à Jan Vertonghen à la suite d'une blessure. Les Belges sont éliminés au stade des quarts de finale contre l'Argentine (1-0), future finaliste de la compétition.
Thomas Vermaelen est ensuite sélectionné par Wilmots parmi les vingt-trois joueurs belges appelés à disputer l'Euro 2016 organisé en France. Il participe aux trois matchs de la phase de groupes ainsi qu'au huitième de finale remporté face à la Hongrie (0-4) mais est suspendu pour le quart de finale qui oppose la Belgique au pays de Galles. Les Belges sont d'ailleurs éliminés à ce stade (3-1).
En 2018, Vermaelen fait partie des vingt-trois joueurs sélectionnés par Roberto Martínez pour participer à la Coupe du monde en Russie. Les Diables rouges décrochent la 3e place après s'être inclinés en demi-finale contre la France (0-1), future championne de la compétition.
Thomas Vermaelen dispute sa dernière compétition internationale lors de l'Euro 2020, sélectionné par Roberto Martínez. Les Belges atteignent les quarts de finale, s'inclinant contre l'Italie (1-2), futur vainqueur de l'édition.

## Statistiques
| Saison                | Club                  | Championnat           | Championnat | Championnat | Coupe nationale | Coupe nationale | Coupe de la Ligue | Coupe de la Ligue | Supercoupe | Supercoupe | Compétition(s) continentale(s) | Compétition(s) continentale(s) | Compétition(s) continentale(s) | Autres compétitions | Autres compétitions | Autres compétitions | Total | Total |
| Saison                | Club                  | Division              | M.          | B.          | M.              | B.              | M.                | B.                | M.         | B.         | Comp.                          | M.                             | B.                             | Comp.               | M.                  | B.                  | M.    | B.    |
| 2003-2004             | Ajax Amsterdam        | Eredivisie            | 1           | 0           | -               | -               | -                 | -                 | -          | -          | C1                             | -                              | -                              | -                   | -                   | -                   | 1     | 0     |
| 2005-2006             | Ajax Amsterdam        | Eredivisie            | 24          | 3           | 4               | 1               | -                 | -                 | -          | -          | C1                             | 5                              | 0                              | PO                  | 4                   | 0                   | 37    | 4     |
| 2006-2007             | Ajax Amsterdam        | Eredivisie            | 23          | 0           | 5               | 0               | -                 | -                 | 1          | 0          | C1+C3                          | 2+5                            | 0+0                            | PO                  | 4                   | 0                   | 40    | 0     |
| 2007-2008             | Ajax Amsterdam        | Eredivisie            | 19          | 1           | -               | -               | -                 | -                 | 1          | 0          | C1+C3                          | 2+1                            | 0+0                            | -                   | -                   | -                   | 23    | 1     |
| 2008-2009             | Ajax Amsterdam        | Eredivisie            | 31          | 4           | 2               | 0               | -                 | -                 | -          | -          | C3                             | 9                              | 1                              | -                   | -                   | -                   | 42    | 5     |
| Sous-total            | Sous-total            | Sous-total            | 98          | 8           | 11              | 1               | 0                 | 0                 | 2          | 0          | -                              | 24                             | 1                              | -                   | 8                   | 0                   | 143   | 10    |
| 2004-2005             | RKC Waalwijk (prêt)   | Eredivisie            | 13          | 2           | 1               | 0               | -                 | -                 | -          | -          | -                              | -                              | -                              | -                   | -                   | -                   | 14    | 2     |
| Sous-total            | Sous-total            | Sous-total            | 13          | 2           | 1               | 0               | 0                 | 0                 | 0          | 0          | -                              | 0                              | 0                              | -                   | 0                   | 0                   | 14    | 2     |
| 2009-2010             | Arsenal FC            | Premier League        | 33          | 7           | 1               | 0               | -                 | -                 | -          | -          | C1                             | 11                             | 1                              | -                   | -                   | -                   | 45    | 8     |
| 2010-2011             | Arsenal FC            | Premier League        | 5           | 0           | -               | -               | -                 | -                 | -          | -          | C1                             | -                              | -                              | -                   | -                   | -                   | 5     | 0     |
| 2011-2012             | Arsenal FC            | Premier League        | 29          | 6           | 2               | 0               | 2                 | 0                 | -          | -          | C1                             | 7                              | 0                              | -                   | -                   | -                   | 40    | 6     |
| 2012-2013             | Arsenal FC            | Premier League        | 29          | 0           | 2               | 0               | 1                 | 1                 | -          | -          | C1                             | 7                              | 0                              | -                   | -                   | -                   | 39    | 1     |
| 2013-2014             | Arsenal FC            | Premier League        | 14          | 0           | 3               | 0               | 2                 | 0                 | -          | -          | C1                             | 2                              | 0                              | -                   | -                   | -                   | 21    | 0     |
| Sous-total            | Sous-total            | Sous-total            | 110         | 13          | 8               | 0               | 5                 | 1                 | 0          | 0          | -                              | 27                             | 1                              | -                   | 0                   | 0                   | 150   | 15    |
| 2014-2015             | FC Barcelone          | Liga                  | 1           | 0           | -               | -               | -                 | -                 | -          | -          | C1                             | -                              | -                              | -                   | -                   | -                   | 1     | 0     |
| 2015-2016             | FC Barcelone          | Liga                  | 10          | 1           | 5               | 0               | -                 | -                 | 1          | 0          | C1                             | 3                              | 0                              | SU+CMC              | 0+1                 | 0+0                 | 20    | 1     |
| 2017-2018             | FC Barcelone          | Liga                  | 14          | 0           | 5               | 0               | -                 | -                 | -          | -          | C1                             | 1                              | 0                              | -                   | -                   | -                   | 20    | 0     |
| 2018-2019             | FC Barcelone          | Liga                  | 9           | 0           | 1               | 0               | -                 | -                 | -          | -          | C1                             | 2                              | 0                              | -                   | -                   | -                   | 12    | 0     |
| Sous-total            | Sous-total            | Sous-total            | 34          | 1           | 11              | 0               | 0                 | 0                 | 1          | 0          | -                              | 6                              | 0                              | -                   | 1                   | 0                   | 53    | 1     |
| 2016-2017             | AS Roma (prêt)        | Serie A               | 9           | 0           | -               | -               | -                 | -                 | -          | -          | C1+C3                          | 1+2                            | 0                              | -                   | -                   | -                   | 12    | 0     |
| Sous-total            | Sous-total            | Sous-total            | 9           | 0           | 0               | 0               | 0                 | 0                 | 0          | 0          | -                              | 3                              | 0                              | -                   | 0                   | 0                   | 12    | 0     |
| 2019                  | Vissel Kobe           | J. League             | 8           | 0           | 4               | 0               | -                 | -                 | -          | -          | -                              | -                              | -                              | -                   | -                   | -                   | 12    | 0     |
| 2020                  | Vissel Kobe           | J. League             | 14          | 0           | -               | -               | -                 | -                 | 1          | 0          | ACL                            | 7                              | 0                              | -                   | -                   | -                   | 22    | 0     |
| 2021                  | Vissel Kobe           | J. League             | 23          | 1           | 1               | 0               | -                 | -                 | -          | -          | -                              | -                              | -                              | -                   | -                   | -                   | 24    | 1     |
| Sous-total            | Sous-total            | Sous-total            | 45          | 1           | 5               | 0               | 0                 | 0                 | 1          | 0          | -                              | 7                              | 0                              | -                   | 0                   | 0                   | 58    | 1     |
| Total sur la carrière | Total sur la carrière | Total sur la carrière | 301         | 25          | 36              | 1               | 5                 | 1                 | 4          | 0          | -                              | 67                             | 2                              | -                   | 9                   | 0                   | 422   | 29    |

### Buts internationaux
| Buts en sélection de Thomas Vermaelen | Buts en sélection de Thomas Vermaelen | Buts en sélection de Thomas Vermaelen | Buts en sélection de Thomas Vermaelen | Buts en sélection de Thomas Vermaelen | Buts en sélection de Thomas Vermaelen | Buts en sélection de Thomas Vermaelen |
|                                       | Date                                  | Lieu                                  | Adversaire                            | Score                                 | Résultat                              | Compétition                           |
| ------------------------------------- | ------------------------------------- | ------------------------------------- | ------------------------------------- | ------------------------------------- | ------------------------------------- | ------------------------------------- |
| 1.                                    | 14 novembre 2009                      | Stade Jules-Otten, Gand, Belgique     | Hongrie                               | 2-0                                   | 3-0                                   | Match amical                          |
| 2.                                    | 9 septembre 2019                      | Hampden Park, Glasgow, Écosse         | Écosse                                | 0-2                                   | 0-4                                   | Éliminatoires Euro 2020               |

## Palmarès

### En club
|  |  | Ajax Amsterdam - Championnat des Pays-Bas (1) : - Champion : 2004. - Vice-champion : 2007 et 2008. - Coupe des Pays-Bas (2) : - Vainqueur : 2006 et 2007. - Supercoupe des Pays-Bas (2) : - Vainqueur : 2006 et 2007. |  | Arsenal FC - Coupe d'Angleterre (1) : - Vainqueur : 2014. |  | FC Barcelone - Championnat d'Espagne (4) : - Champion : 2015, 2016, 2018 et 2019. - Coupe d'Espagne (2) : - Vainqueur : 2018 et 2019. - Coupe du monde des clubs (1) : - Vainqueur : 2015. - Supercoupe d'Espagne - Finaliste : 2015. |  | AS Rome - Championnat d'Italie - Vice-champion : 2017. |  | Vissel Kobe - Coupe de l'Empereur (1) : - Vainqueur : 2019. - Supercoupe du Japon (1) : - Vainqueur : 2020. |

### En sélections nationales
|  |  | Belgique olympique - Jeux olympiques : - Quatrième : 2008. |  | Belgique - Coupe du monde : - Troisième : 2018. |

### Distinctions personnelles
- Membre de l'équipe-type de Premier League en 2010.
- Élu meilleur joueur belge évoluant à l'étranger en 2010.